# 凱瑟琳·希克斯
凯瑟琳·霍兰德·希克斯（1970年9月25日—），是一位美國政府官員，曾任美國國防部副部長。是第一位獲得參議院確認擔任該職務的女性，希克斯此前曾在奧巴馬政府期間擔任政策國防部副次長。2020年，希克斯已成為一名美國學術和國家安全顧問，擔任战略与国际研究中心高級副總裁兼國際安全項目主任。

## 教育
1991年，希克斯在曼荷蓮學院獲得歷史和政治學學士學位，並以優異成績和優等生榮譽學會榮譽畢業，1993年則在馬里蘭大學學院市分校獲得國家安全研究公共碩士學位，後又完成博士學位，到2010年獲得麻省理工學院政治學博士學位，她的論文標題為《變革推動者：誰領導以及為何領導執行美國國家安全政策（英語：Change Agents: Who Leads and Why in the Execution of U.S. National Security Policy）》。查爾斯·斯圖爾特三世是希克斯的博士生導師。

## 職業生涯

### 美國國防部副部長

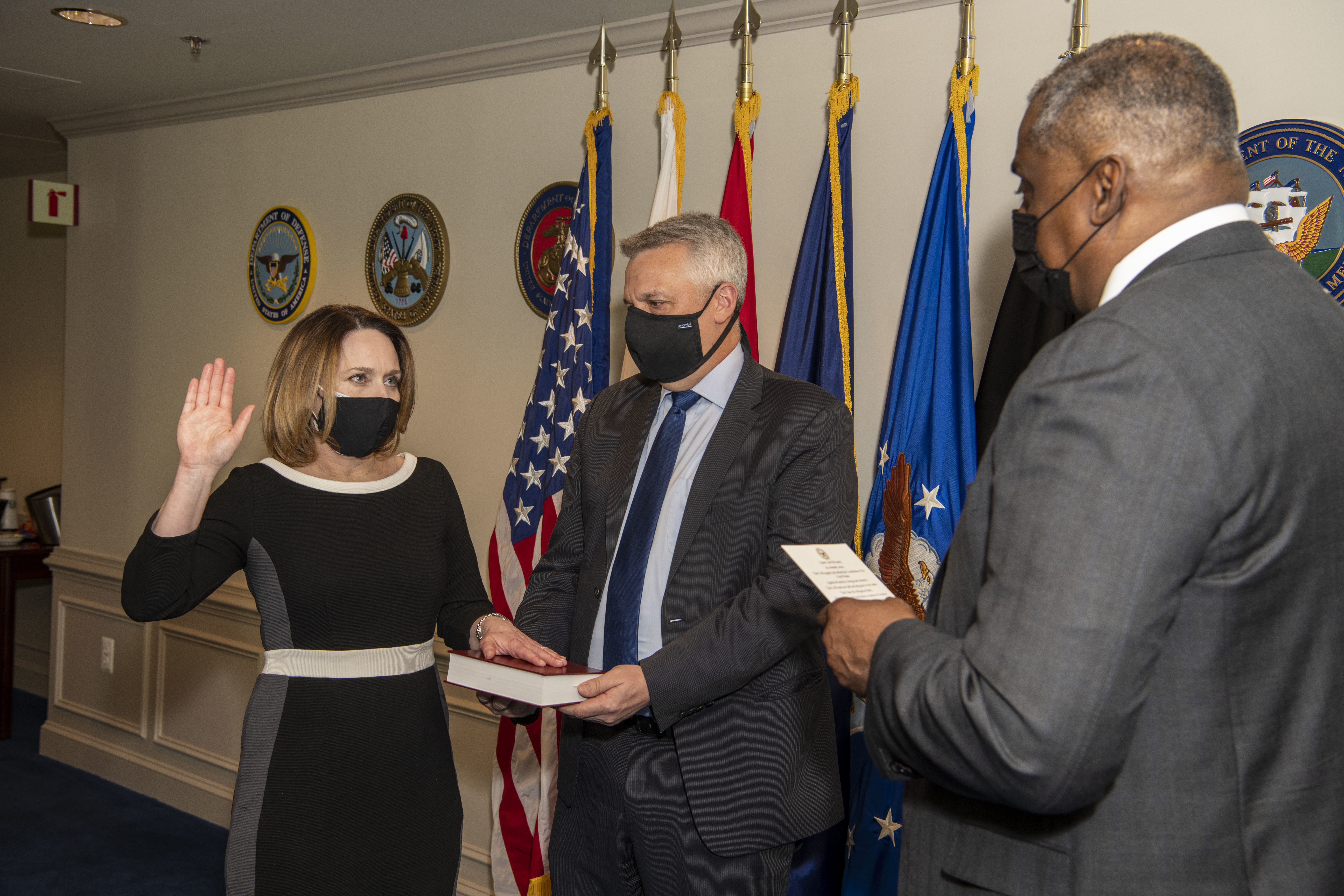
希克斯宣誓就任國防部副部長

2020年12月30日，希克斯被宣佈為時任美國總統喬·拜登的美國國防部副部長提名人。2021年2月2日出席参议院军事委员会。2021年2月8日獲得參議院全體議員口头表决確認，並於2021年2月9日宣誓就職。希克斯成为担任該职务的第一位女性，也是目前在美國國防部任職最高級別的女性。
希克斯的任務是領導美國核三位一体的現代化。

## 外部連結
- 维基共享资源上的相關多媒體資源：凱瑟琳·希克斯
- C-SPAN內的頁面（英文）
- 凱瑟琳·希克斯的X（前Twitter）